# Політехнік (регбійний клуб, Київ)
«Політехнік» — український регбійний клуб із Києва.

## Історія
Заснований 1962 року на базі спортклубу та кафедри фізичного виховання при Київському політехнічному інституті. 
У сезоні 1973 році «політехніки» вибороли срібні нагороди в чемпіонаті УРСР. 
У 1975 — команда виграла усі турніри, в яких брала участь. Вперше стала чемпіоном України, переможцем ЦРДСТ «Буревісник» СРСР, переможцем першої ліги та виборола право на участь у вищій лізі (тренер Юрій Біруля).
1978 — команда виборола 6-те місце в чемпіонаті СРСР, що є найвищим досягненням за історію існування команди (тренер Євген Ігнатов).
1979 — команда стала фіналістом Кубка СРСР  – це найвище досягнення студентів КПІ (тренер Вадим Кравцов).
1979 — команда – чемпіон України та чемпіон Радянського Союзу серед студентів (тренер Вадим Кравцов).

## Досягнення
- Чемпіон України (11): 1975,1976,1979,1988, 1991, 1992, 1993, 1994, 1994-95, 1995-96, 1996-97.
- Другий призер (10): 1972,1974,1978,1980,1981,1987,1989,1990, 1997, 2000
- Третій призер (6): 1969, 1973,1998, 2001, 2002, 2021